# Adolf Emge
Adolf Emge (* 2. Januar 1874 in Dessau; † 14. März 1951 in Schwerin) war ein deutscher Pädagoge, Musiker, Komponist und Dirigent.

## Leben
Adolf Emge war nach dem Studium in Weimar dort als Solokorrepetitor am Großherzoglichen Hoftheater und als Klavierlehrer tätig. Um 1903 schrieb er gemeinsam mit Peter Gast die Musik zu Ernst Wachlers Walpurgis, das zur Eröffnungsvorstellung des von Wachler gegründeten Harzer Bergtheaters am 8. Juli 1903 uraufgeführt wurde.
Emge wechselte 1903 nach Schwerin, wo er bis 1914 als Leiter des Hoftheaterchores fungierte. Ab 1903 war er auch Dirigent der Schweriner Liedertafel von 1852. 1911 wurde er zum Großherzoglichen Musikdirektor ernannt. 1912 wurde er in Heidelberg promoviert und ab 1913 unterrichtete er am Schweriner Realgymnasium. Als Nachfolger von Bernhard Romberg wurde er 1914 zum Leiter des Schlosskirchenchors „unter Verleihung des Charakters“ Hofmusikdirektor berufen. Diese Funktion hatte er bis 1930 inne. Er wurde dann Organist an der Schweriner Paulskirche. Von 1941 bis 1942 war er erneut Chordirektor des Theaters. Zudem hatte er die Funktion des Landeskirchenmusikdirektors.
1914 war er Festdirigent des Mecklenburgischen Sängerfestes in Schwerin und 1924 sowie 1928 Leiter der Mecklenburgischen Kirchengesangfeste, die ebenfalls in Schwerin stattfanden. Emge war Verfasser musikwissenschaftlicher Vorträge, komponierte Lieder, teils auch in Niederdeutsch, und wirkte als Komponist. Emge befasste sich auch mit dem Malen und Zeichnen.

## Werke (Auswahl)
- Musik zu Karl Weiser: Hutten. Schauspiel, 1900.
- Musik zu Ernst Wachler: Walpurgis. Ein Festspiel zur Frühlingsfeier, 1903.
- Das Züchtigungsrecht des Lehrers. Dissertation, Heidelberg 1912.
- Mitarbeiter bei Friedrich Krüger: Sing- und Liederbuch zum Gebrauch an Mecklenburgischen Schulen, 3 Bände. 1917/1918.

Komponist plattdeutscher Lieder
- Dat Lied von den Eikbom
- Up Stunns
- Lütt Matten
- Min Heimatland
- Partituren für zahlreiche Chorgesangstücke[3]

als Maler
- Am Schweriner See, Öl/Malpappe, 35 × 45 cm, 1895.[4]